# Zakład Iranistyki Wydziału Orientalistycznego Uniwersytetu Warszawskiego

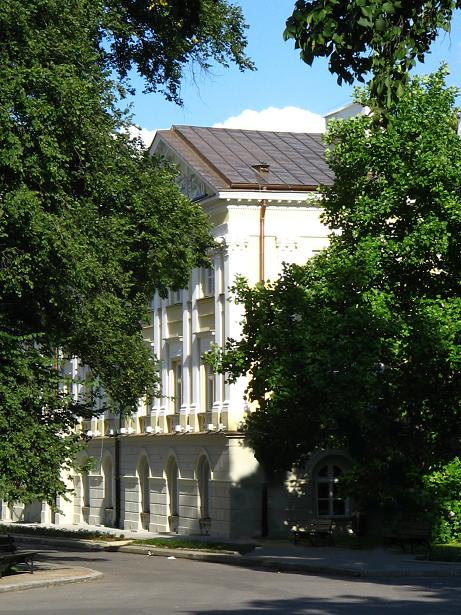
Budynek Wydziału Orientalistycznego przy Krakowskim Przedmieściu 26/28, siedziba Zakładu Iranistyki

Zakład Iranistyki Wydziału Orientalistycznego UW – jednostka Wydziału Orientalistycznego Uniwersytetu Warszawskiego.
Początków warszawskiej iranistyki należy szukać w utworzonej w 1933 Katedrze Turkologii i wiązać ją z osobą iranisty i turkologa, prof. Ananiasza Zajączkowskiego. Katedra oferowała wtedy jedynie naukę języka perskiego, co stopniowo rozszerzyła o historię literatury perskiej i Iranu. Badania w zakresie iranistyki kontynuowali jej absolwenci - Maria i Bogdan Składankowie, zatrudnieni w niej od 1956. W 1968 katedra utraciła swój status, aż do uzyskania przez Składanków tytułów doktora i utworzenie iranistyki w ramach Katedry Turkologii i Iranistyki, co przypieczętowano – w 1971 – dokonując po raz pierwszy odrębnej rekrutacji na tę specjalność. Jednym z lektorów katedry był Kaweh Pur Rahnama, autor pionierskich podręczników do nauki języka perskiego dla polskojęzycznych.
Od końca lat 90. XX wieku iranistyki regularnie gości lektorów języka perskiego z Iranu.
W 1996 utworzono osobny Zakład Iranistyki, którego kierownictwo objęła prof. Maria Składankowa, której miejsce zajęła później dr Anna Bylińska-Naderi. Obecnie funkcję tę sprawuje dr Sylwia Surdykowska.
W 2024 siedzibę przeniesiono do Dawnego Gmachu Wydziału Fizyki przy ul. Hożej 69.

## Pracownicy naukowi
- dr hab. Artur Rodziewicz
- dr Zuzanna Błajet
- dr Piotr Bachtin
- dr Stanisław Jaśkowski
- dr Mirosław Michalak
- mgr Hedieh Yazdan Panah
- mgr Urszula Pytkowska-Jakimczyk
- dr Magdalena Rodziewicz
- dr Sylwia Surdykowska-Konieczny – kierownik Zakładu

## Byli pracownicy
- dr Mir Mansour Servat
- prof. Jolanta Sierakowska-Dyndo
- dr Anna Bylińska-Naderi
- dr Monika Chwilczyńska-Wawrzyniak
- prof. Jadwiga Pstrusińska
- prof. Bogdan Składanek
- prof. Maria Składankowa

## Lektorzy z Iranu w kolejności chronologicznej
- dr Monszizade
- prof. Mohammad Feszaraki
- prof. Mansur Serwat
- dr Mohammad Amin Rokni
- dr Tamimdari
- dr Mohammad Taghavi

## Adres
ul. Hoża 69

00-681 Warszawa